# Wolgast
Wolgast (en polonais : Wołogoszcz) est une ville allemande située dans l'arrondissement de Poméranie-Occidentale-Greifswald du Land de Mecklembourg-Poméranie-Occidentale. Connue pour son centre historique, elle est surnommée « la porte d'entrée de l'île d'Usedom », tout comme la ville d'Anklam plus au sud.

## Géographie

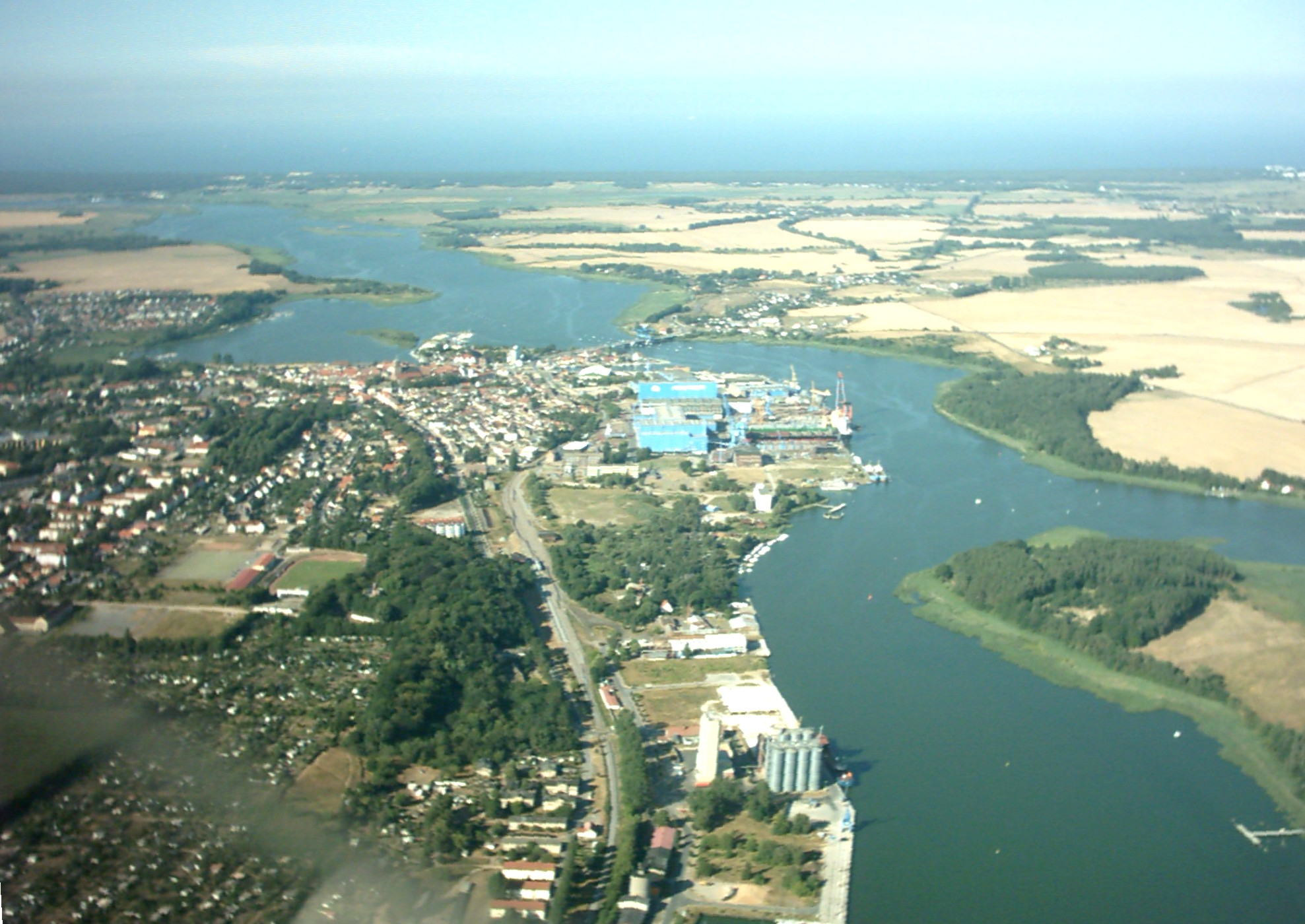
Vue aérienne sur Wolgast et le Peenestrom.

La ville se trouve dans la région de Poméranie occidentale. La plus grande partie du territoire communal est située sur la rive occidentale du Peenestrom, un détroit de la mer Baltique qui sépare l'île d'Usedom du continent. Le quartier de Mahlzow est situé sur la rive orientale du détroit, sur l'île.
En plus du centre-ville, le territoire communal comprend les localités de Buddenhagen, Hohendorf, Pritzier, Schalense et Zarnitz.
Un pont basculant routier et ferroviaire traverse le Peenestrom. Il fait partie de la Bundesstraße 111 menant de l'autoroute 20 à la Bundesstraße 110 près de Mellenthin.

## Histoire
L'endroit fut mentionné pour la première fois en 1127 sous le nom de Hologost, possiblement d'origine polabe, puis comme Wologost en 1140. Auparavant habitée par les tribus des Lutici, la région faisait partie du duché de Poméranie depuis la première moitié du XIIe siècle. Un temple païen en ce lieu est détruit à la demande de l'évêques missionnaire Othon de Bamberg en 1128 et une église fut construite sur le site. La colonie qui s'était développée autour de la maison de Dieu a reçu les privilèges urbains selon le droit de Lübeck vers 1259, sous le règne des ducs Barnim Ier et Warcisław III de Poméranie, confirmés par le duc Bogusław IV en 1282.

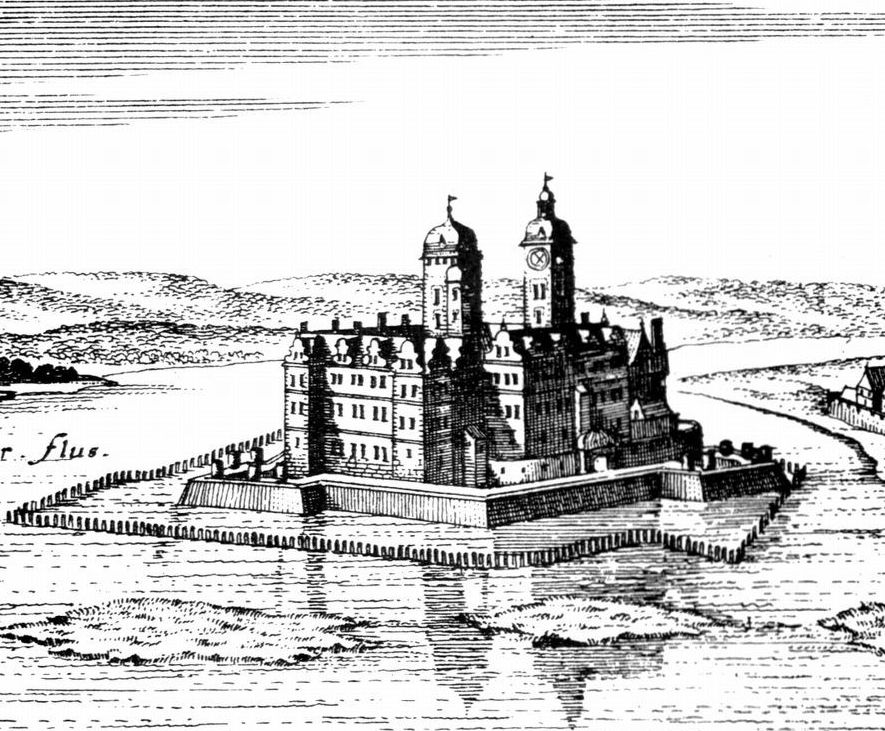
Château ducal de Wolgast, Topographia Germaniae, 1652.

À la mort du duc Barnim II de Poméranie en 1295, ses frères Bogusław IV et Othon Ier se partagèrent leur duché en Poméranie-Wolgast (qui alla à Bogusław) et Poméranie-Stetin (pour Othon). Les ducs de Poméranie-Wolgast ont ensuite résidé au château ducal de Wolgast, situé sur une petite île au cœur du Peenestrom. Le duc Bogusław X parvint à réunifier sous son sceptre toute la Poméranie en 1478, et c'en fut fini pour deux siècles de la division. La première résidence devint alors le château ducal de Szczecin. 
Le château de Wolgast fut reconstruit dans le style de la Renaissance à partir de 1498, sous le règne du duc Bogusław X. La ville a été temporairement membre de la Ligue hanséatique. Au cours de la guerre de Trente Ans, l'Armée impériale dirigée par Albrecht von Wallenstein défait les Danois commandés par le roi Christian IV dans la bataille de Wolgast livrée le 2 septembre 1628. Deux ans plus tard, l'armée suédoise sous le roi Gustave II Adolphe a débarqué non loin de celui-ci à Peenemünde. En 1633, son corps a été transféré au départ de Wolgast à la Suède. Conformément aux dispositions des traités de Westphalie, la ville appartenait à la Poméranie suédoise de 1648 jusqu'au congrès de Vienne en 1815. La ville fut sévèrement endommagée par les forces du tsar Pierre Ier pendant la grande guerre du Nord, en 1713. Dans les décennies qui suivirent, le château a décliné et fut démoli en 1820.
Depuis la fin du XVIIIe siècle, Wolgast enregistrait un essor de son commerce et son industrie. Après la Seconde Guerre mondiale, son chantier naval (Peene-Werft) a produit plusieurs types de navires de surface pour la marine est-allemande. Dès 1952 jusqu'à la réunification, la ville était incorporée dans le district de Rostock au sein de la République démocratique allemande.

## Tourisme

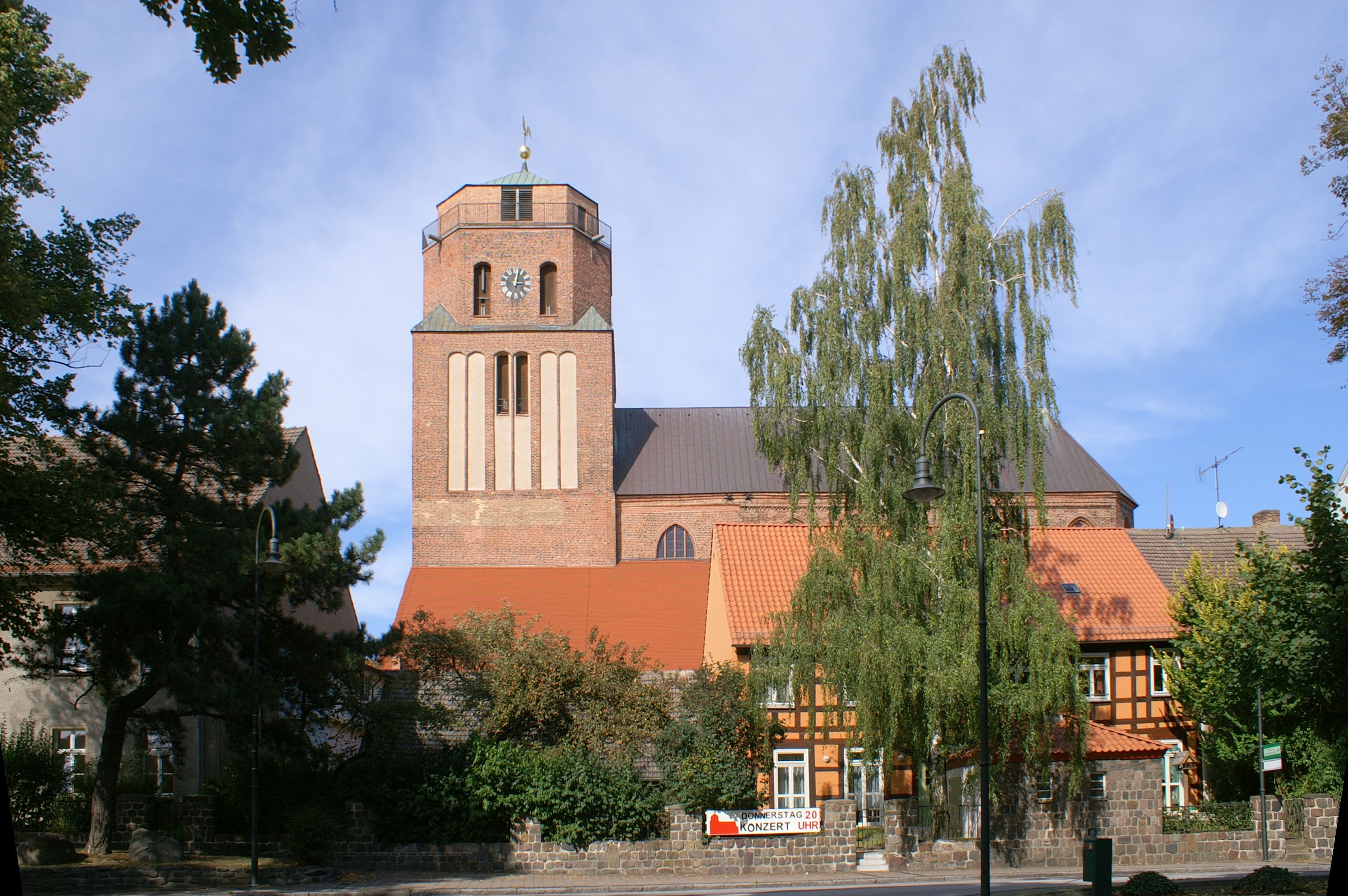
Église Saint Pierre.

- Liste des bâtiments historiques de Wolgast (de)
- Liste des personnalités de Wolgast (de)
- Museumshafen (de), port-musée de Wolgast
- Tierpark Wolgast (de), zoo de Wolgast
- Musée municipal de Wolgast (de)
- Cimetière juif de Wolgats (de)
- Rungehaus (de), Maison-musée du peintre romantique Philipp Otto Runge

## Jumelages
- Wedel (Allemagne) depuis le 24 novembre 1990[1]
- Rantrum (Allemagne)
- Neksø (Danemark)
- Sölvesborg (Suède)
- Karlino (Pologne)